# Metropolia San Juan de Puerto Rico
Metropolia San Juan de Puerto Rico – metropolia Kościoła rzymskokatolickiego w San Juan, Portoryko (państwem stowarzyszonym ze Stanami Zjednoczonymi).
Katedrą metropolitarną jest katedra św. Jana Chrzciciela w San Juan.

## Podział administracyjny
Metropolia jest częścią regionu XIV (FL, GA, NC, SC) i obejmuje w całości państwo stowarzyszone Portoryko.
Podział administracyjny:
- archidiecezja San Juan de Puerto Rico,
- diecezja Arecibo,
- diecezja Caguas,
- diecezja Mayagüez,
- diecezja Ponce.

## Metropolici
- James Peter Davis, 1960–1964
- kardynał Luis Aponte Martínez, 1964–1999
- Roberto González Nieves OFM (1999–obecnie)